# Ахметов, Канат Мугинович
Кана́т Муги́нович Ахме́тов (род. 26 сентября 1957, Караганда) — казахский тромбонист, дирижёр, композитор и музыкальный педагог. Заслуженный деятель Казахстана.

## Биография
Родился в многодетной семье рабочих. Окончил Московскую консерваторию по классу тромбона и Казахскую Национальную Консерваторию им. Курмангазы по классу оперно-симфонического дирижирования. В конце 1970-х годов играл в составе нескольких московских оркестров.
С 1982 года преподаёт в Алма-Атинской консерватории имени Курмангазы. В 1990 году силами студентов консерватории организовал государственный духовой оркестр Республики Казахстан и является его главным дирижёром по сегодняшний день. Вскоре этот оркестр получил международное признание и получил призы на фестивалях во Франции и Испании, а также в Германии, Англии, на о. Тайвань. Выступал в качестве приглашённого дирижёра в США, Норвегии, Швеции, Турции, России, Украине, Южной Корее, Китае и т. д.
С 1996 года Ахметов также исполняет обязанности старшего военного дирижёра — художественного руководителя Центрального военного оркестра Министерства обороны Казахстана (с 2008 — на пенсии). Имеет воинское звание подполковника.
С 1994—1997 гг. — дирижёр Государственного симфонического оркестра Республики Казахстан.
В 1997—2000 гг. — главный дирижёр Карагандинского симфонического оркестра, с 2000—2003 дирижёр театра оперы и балета им Абая.
С 2008—2011 года Канат Ахметов — главный дирижёр симфонического оркестра Государственной филармонии Астаны. Несмотря на активную дирижёрскую деятельность, не оставляет он и инструментальное исполнительство. Некоторые произведения он исполняет на тромбоне, одновременно дирижируя оркестром.
Автор нескольких сочинений для духового оркестра и для тромбона (изданы в Австрии, Франции, Германии), а также ряда газетных и журнальных статей. В 2002 году он получил звание профессора искусствоведения. В 2007 награждён орденом Петра Великого.
Женат, имеет детей, внуков. Исповедует ислам. Помимо казахского, владеет русским, английским и немецким языками. Любит русскую и казахскую литературу.

## Награды
- Заслуженный деятель Казахстана
- 2011 — Медаль «20 лет независимости Республики Казахстан»
- 2011 — Медаль «20 лет Вооружённых сил Республики Казахстан»
- Медаль «За безупречную службу» (Казахстан)
- 2016 — Медаль «25 лет независимости Республики Казахстан»
- Отличник образования Республики Казахстана